# Léopold Dingeon
Pour les articles homonymes, voir Dingeon.
Léopold Dingeon, né le 14 décembre 1838 à Billancourt (Somme) et mort le 4 octobre 1890 à Ault, est un architecte français.

## Biographie

### Origines
Léopold Dingeon naît 14 décembre 1838 à Billancourt, près d'Abbeville dans le département de la Somme. Il fait ses études d'architecture à Paris en tant qu'élève de Hector-Martin Lefuel, puis rejoint son pays natal.

### Carrière
Le 21 octobre 1867, il est nommé architecte des hospices d'Abbeville puis le 15 mars 1879, architecte de l'arrondissement. En 1869, il est nommé membre non résident de la Société centrale des architectes français et collabore notamment à la rédaction de la deuxième édition du Manuel des lois du bâtiment en fournissant à la commission spéciale des renseignements sur les usages traditionnels du Ponthieu.
Évoluant principalement dans son arrondissement d'Abbeville, il travaille sur de nombreux édifices : c'est ainsi que dans une notice adressée au bureau de la Société centrale lors de l'Exposition universelle de 1889, on répertorie depuis 1865, la construction ou la réparation par ses soins de 63 écoles, 22 églises, 13 presbytères et 17 constructions communales diverses dont des ponts, des bâtiments de gendarmerie, un hôtel de la Caisse d'épargne et des hospices. En outre, il participe à des concours publics où il obtient quelques récompenses, notamment une « médaille d'argent avec prime pour la construction d'un hôtel de caisse d'épargne à Abbeville » et une « prime pour la construction d'un bâtiment scolaire à Saint-Riquier ».

### Décès
Il meurt subitement le 4 octobre 1890 dans son chalet de la plage d'Onival, à Ault, à l'âge de 51 ans. Son corps est ramené à Abbeville le soir du 5 octobre pour des obsèques le 8, à 10 h, en présence d'une nombreuse assistance d'amis ainsi que de notabilités d'Abbeville et de l'arrondissement,.